# Imamura Eisei
Imamura Eisei (jap. 今村 英生) genannt Gen’emon (源右衛門; * 6. Dezember 1671 in Nagasaki (Japan); † 22. September 1736 ebenda) war einer der einflussreichsten Dolmetscher und Kulturvermittler der niederländischen Handelsstation Dejima während der Edo-Zeit. Als junger Helfer Engelbert Kaempfers trug er entscheidend zu dessen Japanforschung bei.

## Kindheit und Jugend
Imamura Eisei wurde 1671 als zweiter Sohn des Imamura Ichizaemon geboren. Sein Großvater war als Samurai des Landesherren von Hirado für die Sicherheit der niederländischen Handelsstation Hirado tätig. Als diese 1641 unter dem Druck der Regierung verlegt wurde, gab er diesen Status auf und ging als Dolmetscher mit nach Nagasaki. Auch nach der Ausweisung der „Südbarbaren“ (南蛮人, Nambanjin), die den eurojapanischen Kulturaustausch des „christlichen Jahrhunderts“ (Ch. Boxer) dominiert hatten, spielte die portugiesische Sprache noch immer eine wichtige Rolle in der Kommunikation zwischen Europäern und Japanern. Eiseis Vater brachte seinem Sohn die nötigen Grundkenntnisse bei. Ansonsten hatte dieser Zutritt zur Insel Dejima, wo er seine Kommunikationsfähigkeiten im alltäglichen Umgang mit dem Dutzend Europäern weiter üben konnte.

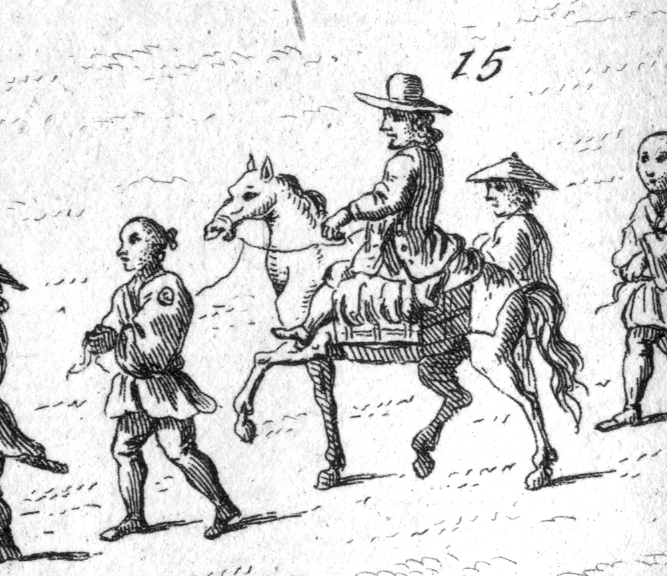
Engelbert Kaempfer zu Pferde auf der Route von Nagasaki nach Kokura, geführt von Imamura Gen'emon Eisei (The History of Japan, Table 22)

## Begegnung mit Engelbert Kaempfer
Im September 1690 traf der Forschungsreisende Engelbert Kaempfer in Nagasaki ein, um als Arzt für zwei Jahre auf der Handelsstation zu dienen. Er hatte vor, in dieser Zeit nach Kräften und Möglichkeiten Informationen und Materialien zu sammeln, um ein aktuelles und präzises Bild des seit einem halben Jahrhundert schwer zugänglichen Landes zu entwerfen.
Da man in Japan seit den Zeiten des Leipziger Chirurgen Caspar Schamberger ein großes Interesse an westlicher Medizin, besonders der Chirurgie, hegte, schickte man Imamura Gen'emon Eisei als Zimmerdiener (部屋小遣い, heyakozukai) zu Kaempfer. Im Umgang mit diesem Arzt sollte er seine Sprach- und Sachkenntnisse verbessern. Als Bürge für Eisei fungierte ein Irako Yajirō aus der Nachbarschaft von Eiseis Haus. Adressat war Yoshikawa Gibuemon, der Vorsteher des Stadtteils Dejima.
Kaempfer war von dem jungen Mann beeindruckt. Er unterrichtete ihn, wie er später schrieb, in der niederländischen Sprache wie auch in der Medizin und Naturkunde. Eisei war fortan sein wichtigster Helfer beim Besorgen von Karten, Büchern und anderen Materialien. Damit ging er ein erhebliches Risiko ein, denn wie jeder Japaner auf Dejima hatte er sich eidlich verpflichtet, den „Rotschöpfen“ (紅毛人, kōmōjin) derartige Dinge nicht zukommen zu lassen und überdies jede verdächtige Aktivität anzuzeigen. Die heute in der British Library befindlichen zahlreichen Notizen und Exzerpte Kaempfers lassen erkennen, dass beide wohl nahezu täglich mit der mühevollen Erschließung japanischer Texte befasst waren.

## Imamura Eisei in Kaempfers Manuskript „Heutiges Japan“
Als Kaempfer zurück in Lemgo sein später als „History of Japan“ publiziertes Manuskript „Heutiges Japan, in einer zwiefachen Hoffreise durchgeschauet und beschrieben“ verfasste, ging er im Vorwort auf die wichtige Rolle Eiseis ein:

„So hat mir aber das Glück über jenes eine andere Gelegenheit und erwünschtes Werkzeug eines gelehrten Jünglings beschert, durch welchen ich zu meinem Augenmerk gelangte und die Notiz einheimischer Sachen mit voller Ernte einnehmen konnte. Dieser in japanischer und chinesischer Schrift und Wissenschaft gelehrte und zugleich lehrgierige Student von etwa 24 Jahren wurde bei meiner Ankunft mir zu einem Diener gegeben, damit er in der Arzneikunst etwas lernen möchte. Der Otona oder Regent unserer Insel hat mir diesen klugen Gesellen die ganze Zeit meines zweijährigen Verbleibens aus sonderbarer Freundschaft gelassen, auch vergönnet, 2 Mal mit mir nach dem kaiserlichem Hofe, und also beinahe das ganze Reich in die Länge 4 Mal, durchzureisen. Obwohl solchen alten und kundigen Gästen die Aufwartung bei den Holländern, wenigstens so lange, niemals gestattet wird. Diesem schlauen Kopfe habe ich im ersten Jahre die holländische Sprache (ohne welche ich mit ihm nicht hatte fortkommen mögen) Grammatice (=grammatisch) beigebracht, so dass er dieselbe schreiben und weit besser reden konnte, als jemals ein japanischer Dolmetsch gekonnt. Nicht minder habe ich ihn in der Anatomie und Medizin treulich unterrichtet und überdies mit einen jährlichen, nach meiner Wenigkeit ansehnlichem Lohn regaliert (=großzügig entlohnt). Dagegen er mir von der Gelegenheit ihrer Landen, der Regierung und des Hofes, die Religion und Geschichte voriger Zeiten, ihrer Familien und täglicher Vorfälle, gute Nachrichten aufsuchen und eröffnen musste. Es ist kein Buch, so ich zu sehen verlanget, welches er mir nicht gebracht, und was ich daraus verlanget, erklärt und verdeutscht hätte. Und weil er Vieles ihm Unbekannte von anderen Leuten erkundigen, entlehnen oder ankaufen musste, so habe ich ihm, wenn er herumgegangen, nicht ohne silbernen Schlüssel von mir gelassen, über noch particuliere Belohnung für diese so gefährliche Mühe. So teuer und schwer kommen einem Liebhaber zu jetziger Zeit die Nachrichten von diesem verschlossenen Reiche zustehen.“

Kaempfer hatte keinen Namen genannt. 1990 fand man die oben genannte Bürgschaft in der British Library und einen weiteren Beleg in den Materialien der Niederländischen Ostindien-Kompanie.

## Karriere
Als Sohn eines inoffiziellen Dolmetschers hatte Eisei keinerlei Anspruch auf eine feste Anstellung. Dennoch wurde er dank seiner hervorragenden Kenntnisse der niederländischen Sprache 1695 als „Übungsdolmetscher“ (稽古通詞, keiko-tsūji) eingestellt. Schon im folgenden Jahr stieg er zum „Kleinen Dolmetscher“ (小通詞, ko-tsūji) auf. Dies war ein Karrieresprung, für den andere Dolmetscher Jahrzehnte benötigten. Von nun erscheint er als „Gennemon“ in den Diensttagebüchern vieler Leiter der Handelsniederlassung Dejima. Da die Ausbildung europäischer Dolmetscher verboten war, war die kleine Gruppe der japanischen Sprachmittler in alle offiziellen Angelegenheiten involviert. Sie wurden von der Ostindien-Kompanie bezahlt, waren jedoch an die Weisungen des Gouverneurs der Stadt Nagasaki gebunden.
1697 heiratete Imamura die Nichte des Stadtteilvorstehers von Dejima, Yoshikawa Gibuemon. Im folgenden Jahr nahm er als einer der beiden „Edo-Dolmetscher“ (江戸番通詞, Edoban-tsūji) an der Reise des niederländischen Faktoreileiters nach Edo teil. Da  „Edo-Dolmetscher“  am Hofe des Shogun übersetzen musste, wurden nur sprachlich sichere und in der Etikette bewanderte Persönlichkeiten mit diesem Amt betraut. Imamura übte dieses Amt im Laufe seiner Karriere 8 Mal aus. 1707 wurde er im Alter von 37 Jahren zum „Groß-Dolmetscher“ (大通詞, ōtsūji) befördert. Damit hatte er in jungen Jahren die höchste Rangstufe auf Dejima erreicht.

## Imamura Eisei und der Jesuitenmissionar G.B. Sidotti
Im Herbst des Jahres 1708 wurde auf der südlichen Insel Yakushima der heimlich angelandete italienische Jesuit Giovanni Battista Sidotti (1668–1714) gefasst und zum Verhör nach dem direkt der Regierung unterstellten Nagasaki gebracht. Imamura sprach zwar Portugiesisch, doch erwies sich Latein als besseres Kommunikationsmittel. Zunächst übersetzte der aus Italien stammende Adriaen Douw (?–1713), der auf der Handelsstation Dejima stationiert war, Sidottis Erklärungen ins Niederländische, und Imamura fertigte eine japanische Version an. Dieser Bericht ging an die Regierung und wurde von dem Politiker und konfuzianischen Gelehrten Arai Hakuseki studiert. Imamura wurde angewiesen, Latein zu lernen und sich um Sidotti zu kümmern.
Da Arai eine direkte Befragung durchführen wollte, wurde Sidotti im Herbst 1708 nach Edo gebracht. Imamura, der inzwischen beachtliche Lateinkenntnisse erworben hatte, musste bei den Befragungen dolmetschen. Dank Arais Fürsprache entging Sidotti der Hinrichtung. Er lernte die japanische Sprache, blieb aber bis zu seinem Tode unter Hausarrest. Der von Sidottis Gelehrsamkeit beeindruckte Arai entwickelte ein starkes Interesse an westlichen Dingen. Um weitere geographische Informationen zu erlangen, suchte er niederländische Faktoreileiter während ihres Aufenthalts in Edo auf. Auch hier sicherte Imamura die Verständigung. Nach dem Thronantritt des Shogun Yoshimune schied Araki Hakuseki aus dem Regierungsdiensten aus. Spuren eines Briefwechsels mit Imamura zeigen, dass Arai dessen Hilfe hoch einschätzte. Die aus den Gesprächen mit Sidotti und den Niederländern gewonnenen Informationen flossen in Arais Schriften „Gehörtes aus dem Westen“ (西洋記聞, Seiyō Kibun) und „Gesammelte Beobachtungen fremder Worte“ (采覧異言, Sairan Igen) ein.

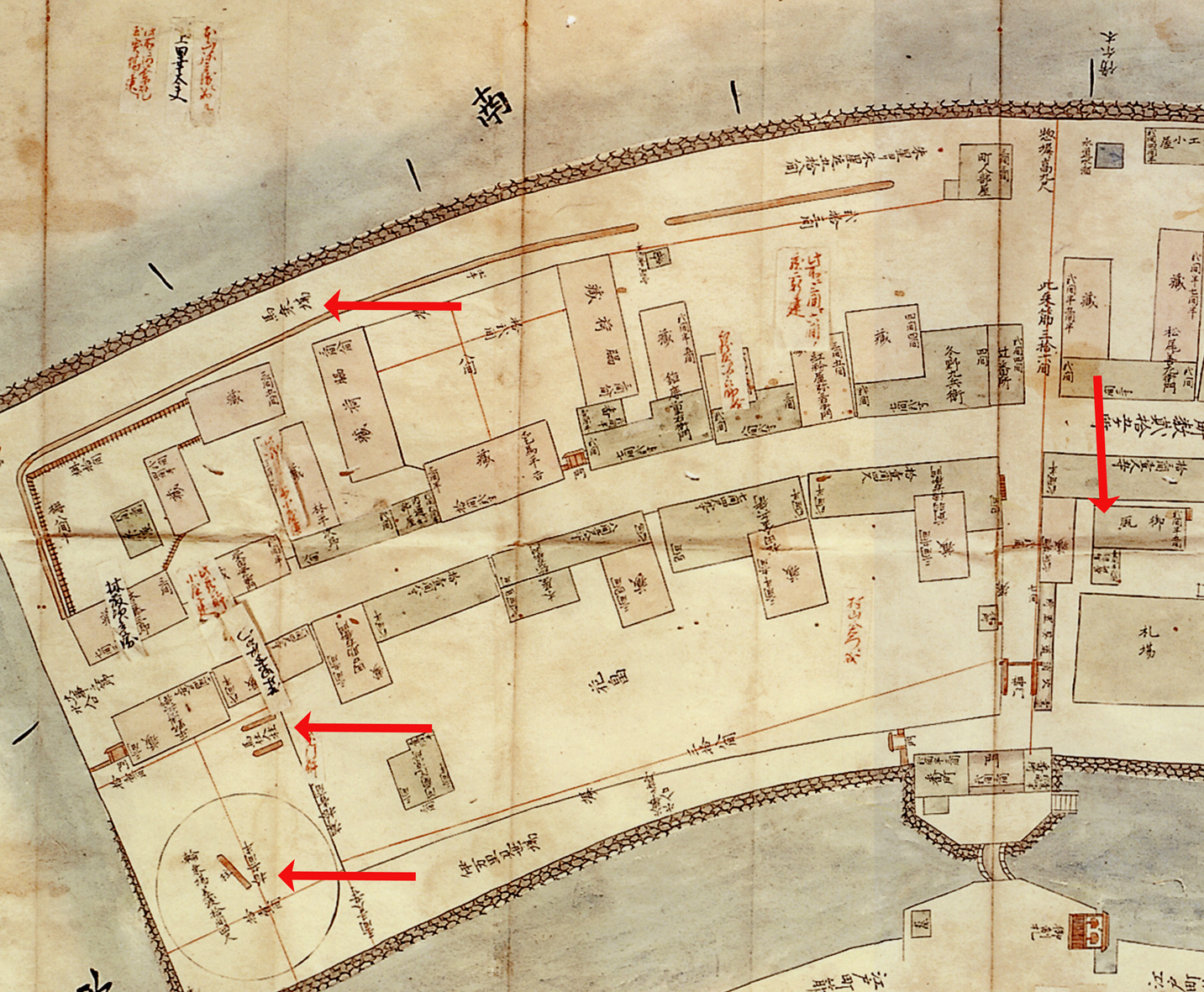
Dejima zu Zeiten der Auslieferung persischer Pferde (1725–1735)

## Imamura und Shogun Yoshimunes Reformpolitik
1716 kam Tokugawa Yoshimune an die Macht. Da dessen dritter Sohn Genzō hieß, änderte Imamura seinen bis dahin verwendeten Rufnamen Gen’emon in Ichibē (市兵衛).
Yoshimune erwies sich als einer der engagiertesten Shogune der Tokugawa-Dynastie. Um die ruinierten Finanzen in Ordnung zu bringen und die Wirtschaft zu beleben, trennte er sich von dem Berater Arai Hakuseki und begann mit Reformen (Kyōhō-Reformen), die weit über seine Regierungszeit hinaus wirkten. In diesem Kontext förderte er die Übernahme nützlichen Wissens aus dem Ausland. Die Importrestriktionen für westliche Bücher wurden gelockert, zugleich das Studium der niederländischen Sprache gefördert. Dies führte unter anderen zu einem Aufblühen der „Hollandkunde“ (Rangaku).
Zu jener Zeit musste man noch immer den größten Teil der Heilkräuter für die chinesische Medizin importieren. Die Mengen waren beschränkt und die Preise hoch. Um eine einheimische Produktion aufzubauen, forderte Yoshimune daher bei den Niederländern Samen und Setzlinge an. Imamura war sowohl mit diesen Bestellungen als auch mit der Vermittlung der Informationen zu den Eigenschaften, zum Nutzen und Anbau der gelieferten Pflanzen und Samen befasst.

### Pferdezucht
Um die kleinen japanischen Pferde zu veredeln, mussten die Niederländer überdies persische Pferde liefern, die auf Regierungsgestüten vermehrt werden sollten. 1725 trafen die ersten fünf Pferde in Nagasaki ein. Sie wurden bis zum Weitertransport nach Edo auf der Insel Dejima in eigens dafür eingerichteten Ställen untergebracht. Auf einem freien Areal schlug man Pfähle zum Anbinden ein, auch richtete man den Weg auf der Seeseite her, um den Pferden Bewegung zu verschaffen. Der von der Ostindien-Kompanie als Betreuer der Tiere entsandte Hamburger Hans Jürgen Keyserling (1696–1736) lebte in einem kleinen Haus direkt neben dem Stall.

### Edo
1729 zog Imamura mit Keyserling nach Edo. Gewöhnlich logierte man in der etwas beengten Herberge Nagasakiya, doch dieses Mal wurden beide innerhalb des Schlosses untergebracht. Keyserling brachte zwei Bücher über Therapien und Rezepte nach Japan, mit deren Auswertung Imamura beauftragt wurde. Die von ihm angefertigte Schrift war die erste in Japan, die die westlichen Pferdetherapie behandelt. Der größte Teil findet sich zusammen mit Keyserlings Antworten auf Fragen hochrangiger Würdenträger in der Schrift  „Notwendiges Handbuch westlicher Erklärungen“ (Seisetsu hakuraku hikkei).  Keyserling zog 1734 ein weiteres Mal nach Edo.

## Etablierung der Dolmetscherfamilie Imamura
Das Amt eines Dolmetschers auf der Niederlassung Dejima wurde im Falle etablierter Dolmetscherfamilien vererbt. Imamura Eiseis Vater gehörte nicht zu dieser Gruppe, Eisei hatte aus eigener Kraft eine außergewöhnliche Karriere gemacht. 1721 ernannte man seinen ältesten Sohn zum „Übungsdolmetscher“. Damit zählte die Familie nun zum kleinen Kreis der Sprachmittler-Elite Nagasakis. Bis gegen Ende der Edo-Zeit wirkten Imamura Eiseis Nachfahren als „Holländisch-Dometscher“ (阿蘭陀通詞, Oranda-tsūji).
1728 übernahm Imamura neben all diesen Aufgaben als Groß-Dolmetscher das Amt des Aufseher über die Dolmetscher (通詞目付, tsūjimetsuke). In dieser Funktion trug er die Verantwortung für alle, auf Dejima tätigen Dolmetscher. 1736 gab Imamura aus Gesundheitsgründen dieses strapaziöse Amt ab. Zwar wurde er nicht aus dem Dienst entlassen, doch angesichts seines Alters regelte man die Nachfolge. Sein ältester Sohn stieg zum „Kleinen Dolmetscher“  auf, der zweite Sohn wurde als „Übungsdolmetscher“  erstmals in eine offizielle Position berufen. Ihr Vater starb wenig später im Alter von 66 Jahren und wurde in der Grabstätte der Familie im Daion-Tempel (Daion-ji) beigesetzt, wo er noch heute ruht.

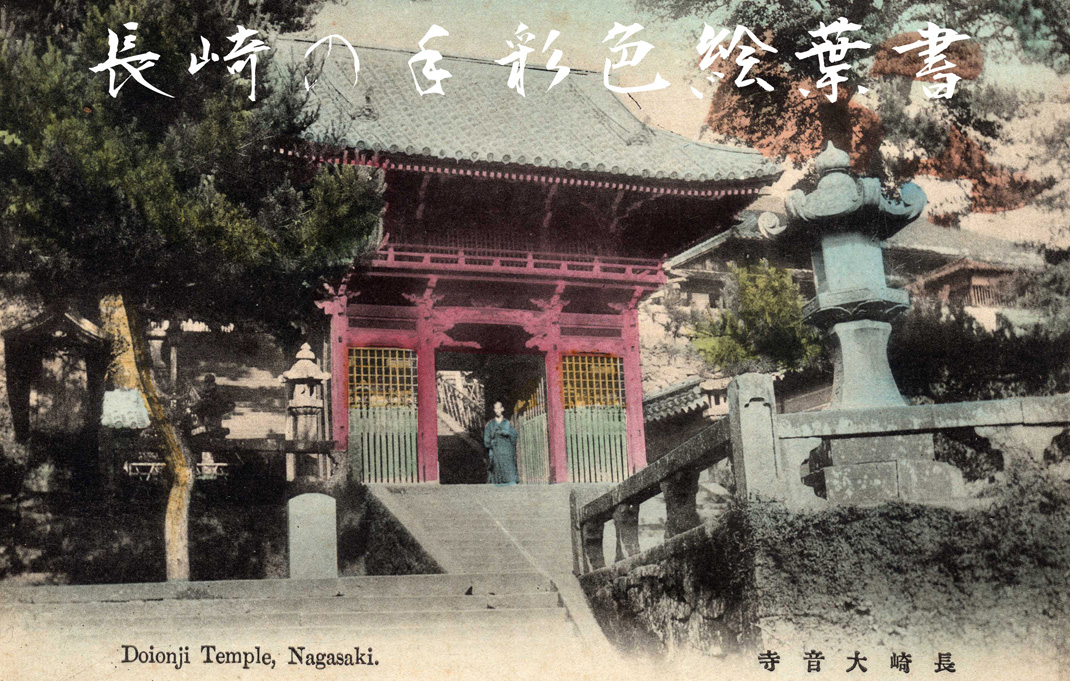
Der Daion-Tempel in der Meiji-Zeit

## Postume Ehrung
1924, also knapp zwei Jahrhunderte nach seinem Tode, wurde Imamura in Anerkennung seiner zu Lebzeiten geleisteten Verdienste ein hoher Hofrang (正五位, shō go’i) verliehen.